# Ullensaker/Kisa IL
El Ullensaker/Kisa Idrettslag es un equipo de fútbol de Noruega que juega en la Segunda División de Noruega, la tercera categoría de fútbol del país.

## Historia
Fue fundado el 15 de diciembre de 1894 en la ciudad de Jessheim, en Ullensaker como un club multideportivo que también cuenta con secciones en atletismo y balonmano.
Al finalizar la Segunda Guerra Mundial se incorporó al Arbeidernes IF como el Ullensaker AIL, fundado en 1932. Juega en la Adeccoligaen desde la temporada 2011

## Palmarés
- Fair Play ligaen Grupo 3: 1

2015

## Jugadores

### Jugadores destacados
- Arnold Origi
- Ghayas Zahid